# Molukański Kościół Ewangelicki
Molukański Kościół Ewangelicki (ang. Moluccan Evangelical Church) – reformowany kościół w Holandii założony w 1951 roku, przez indonezyjskich imigrantów z wysp Moluki. W 2010 roku liczył ok. 25 000 wiernych, w tym 10 000 członków w 56 zborach.